# Storträsket (Frötuna socken, Uppland)
Storträsket är en sjö i Norrtälje kommun i Uppland och ingår i Norrtäljeån-Åkerströms kustområde. Sjön har en area på 0,192 kvadratkilometer och ligger 14,1 meter över havet.

## Delavrinningsområde
Storträsket ingår i det delavrinningsområde (662801-167012) som SMHI kallar för Rinner mot Norrtäljeviken. Medelhöjden är 13 meter över havet och ytan är 63,03 kvadratkilometer. Det finns inga avrinningsområden uppströms utan avrinningsområdet är högsta punkten. Avrinningsområdets utflöde mynnar i havet, utan att ha någon enskild mynningsplats. Avrinningsområdet består mestadels av skog (63 procent) och jordbruk (15 procent). Avrinningsområdet har 2,17 kvadratkilometer vattenytor vilket ger det en sjöprocent på 3,4 procent. Bebyggelsen i området täcker en yta av 5,22 kvadratkilometer eller 8 procent av avrinningsområdet.